# 김해영
김해영(金海永, 1977년 3월 25일~)은 대한민국의 정치인이다.

## 학력
- 1990년 부전국민학교(지금의 부전초등학교) 졸업
- 1993년 부산중앙중학교 졸업
- 1996년 개금고등학교 졸업
- 2003년 부산대학교 법학과 학사

## 경력
- 2009년 제51회 사법시험 합격
- 제41기 사법연수원 노동법학회 회장
- 부산 YMCA 시민권익센터 전문위원
- 2012 제18대 대통령 선거 민주통합당 문재인 대통령 후보 부산광역시당 선거대책위원회 법률지원부단장
- 2012.08 ~ 2016.05 변호사김해영법률사무소 대표
- 2013 부산지방변호사회 이사
- 2014 부산일보 독자위원
- 2015.10 ~ 2015.12 새정치민주연합 부산광역시당 연제구 지역위원회 위원장
- 2015.12 ~ 2022.07 더불어민주당 부산광역시당 연제구 지역위원회 위원장
- 2015 더불어민주당 부산광역시당 대변인
- 2016.04 ~ 2016.08 더불어민주당 전국청년위원회 위원장 직무대행
- 2016.04 ~ 2018.08 더불어민주당 부산광역시당 부산부활추진본부 좋은일자리추진위원장
- 2016년 4월 13일: 대한민국 제20대 국회의원 선거 당선(부산 연제구, 더불어민주당, 초선)
- 2016.05 ~ 2020.05 제20대 국회의원 (부산 연제구, 더불어민주당, 초선)
  - 2016.06 ~ 2018.05 제20대 국회 전반기 정무위원회 위원
  - 2017.11 제20대 국회 헌법재판소장(이진성) 임명동의에 관한 인사청문특별위원회 위원
  - 2017.12 ~ 2018.05 제20대 국회 청년미래특별위원회 위원
  - 2018.07 ~ 2020.05 제20대 국회 후반기 교육위원회 위원
  - 2018.10 ~ 2019.06 제20대 국회 에너지특별위원회 위원
- 2016.05 ~ 2017.05 더불어민주당 사교육비절감 TF 위원
- 2016.09 ~ 2017.05 더불어민주당 원내부대표
- 2017.06 ~ 2018.05 더불어민주당 정책위원회 부의장
- 2017.08 ~ 2018.06 제7회 전국동시지방선거 더불어민주당 지방선거기획단 위원
- 2017.09 ~ 2018.06 제7회 전국동시지방선거 더불어민주당 부산광역시당 지방선거기획단장
- 2018.08 ~ 2020.08 더불어민주당 최고위원
- 2020.08 ~ 2020.08 더불어민주당 부산광역시당 오륙도연구소 소장
- 2021.01 ~ 2023.09 법무법인 우리마루 대표변호사
- 2023.09 ~ 공동법률사무소 올바릇

## 김해영 의원의 주요 발언들
2020년 5월 27일 제248차 최고위원회의 모두발언: 지난 월요일에 이용수 할머니 기자회견이 있었다. 국민의 한 사람으로서 위안부 피해자인 이용수 할머니께서 두 차례에 걸쳐 기자회견까지 하시며 울분을 토하신 상황에 대해 참담하게 생각한다. 다시 한 번 말씀드리지만 지난 30년간 정의연의 헌신, 성과와 정의연의 회계처리 등은 분리해서 살펴봐야 한다. 윤미향 당선인께 본인에게 제기된 여러 의혹에 대해 신속하게 입장 표명을 요청한다. 당에서도 마냥 검찰수사 결과 기다릴 것이 아니라 지금이라도 당 차원의 신속한 진상조사가 필요할 것이다. 형사상 문제에 대해서는 무죄 추정의 원칙 적용되어 검찰수사와 법원의 판결 확정시까지 판단 보류될 수 있을 것이다. 하지만 정치적인 영역은 다르다. 윤미향 당선인에 관련된 의혹이 위안부 피해 할머니에 의해 제기되었고, 그 의혹이 사회적 현안이 된 만큼 윤미향 당선인의 신속하고 성실한 소명이 필요하다. 당에서도 책임 있는 역할을 해야 한다. 윤미향 당선인은 소명을 통해 억울한 부분이 있다면 바로잡아 주시고 책임질 부분이 있다면 책임져야 할 것이다. 월요일 기자회견에서 이용수 할머니 말씀 중 인상 깊었던 부분 있었다. 위안부 문제 해결을 위해 한일 양국의 학생들이 적극적으로 교류하면서 역사 공부를 통해 일본의 진지한 반성과 사죄, 배상을 이끌어 내야 한다는 말씀이다. 정치권에서는 이 말씀의 의미를 깊이 새겨야 할 것이다.
2020년 6월 1일 제250차 최고위원회의 모두발언: 지난 금요일에 윤미향 의원의 기자회견이 있었다. 아쉽게도 기자회견이 윤미향 의원에게 제기된 의혹을 해소되기에는 충분치 않았다. 윤미향 의원에 대한 검찰수사가 시작되어 기자회견에서 근거자료를 공개하는 데 어려움이 있었을 것이다. 그렇다 하더라도 최소한 윤미향 의원의 개인계좌로 받은 후원금의 지출내역에 대해서는 투명하게 공개하는 것이 공직을 하고자 하는 사람의 책임 있는 자세가 아니었나 생각된다. 신속한 검찰 수사를 통해 윤미향 의원에 대한 국민적 의혹이 하루 빨리 해소되길 바라며, 이번 일이 위안부 인권운동이 진일보하는 계기가 되길 바란다.
2020년 6월 5일 제252차 최고위원회의 모두발언: 최근에 헌법재판소에서 사법개혁특별위원회 위원이었던 오신환 전 의원의 권한쟁의심판 청구에 대한 결정이 있었다. 이 결정에서 재판관 9인 중 기각 의견이 5인, 인용 의견이 4인으로 5대 4로써 위원의 의사에 반한 위원회 사보임이 오신환 전 의원의 권한을 침해한 것이 아니라는 결정이 있었다. 이 권한쟁의심판 청구에 대해 기각 결정이 있었지만 아홉 분의 헌재재판관 중 네 분의 자유위임원칙에 위배되고 관련 국회법 규정에 반한다는 인용의견이 있었다. 이 관련한 헌재 결정 중에 설시된 일부분을 한번 읽어보겠다. ‘자유 위임에 기한 권한의 제한 정도’라는 소제목 하에서 “위원의 의사에 반하는 개선을 허용하더라도 직접 국회의원이 자유위임원칙에 따라 정당이나 교섭단체 의사와 달리 표결하거나 독자적으로 의안을 발의하거나 발언하는 것까지 금지하게 되는 것은 아니다. 다만 정당 또는 교섭단체가 정당의 정책을 의안 심의에서 최대한 반영하기 위하여 차기 선거의 공천, 당직의 배분 등의 수단을 사용하는 것과 마찬가지로 국회의원의 권한 행사에 간접적인 영향력을 행사하는 것에 불과하다.” 이러한 설시 내용이 있다. 이 부분이 권한쟁의심판 청구를 인용한 네 분의 의견이 아니라 권한이 침해되지 않는다고 판단한 다섯 분의 의견이다. 이 내용이 아주 명확하게 설시되어 있지 않지만 저의 해석으로 봤을 때는 정당 내부의 사실상의 강제라는 것을 인정하여 위원회에서 위원의 의사에 반하는 강제적 사보임을 허용하더라도 그것은 자유위임원칙의 본질적 내용을 침해하는 것이 아니기 때문에 그것은 자유위임원칙에 위반되지 않는 것이지, 헌법상 대의제 민주주의 원칙 하에서 가장 본질적 요소 중 하나인 자유위임원칙상의 핵심적인 부분이라고 할 수 있는 국회의원의 표결권만은 침해하지 말라는 뜻으로 해석될 수 있는 것 같다. 그리고 이 결정에 보면 국회법 48조 6항, 위원회의 사보임과 관련해서도 다섯 분이 기각 의견이었고 네 분이 인용 의견이었다. 이 관련 국회법 조항은 해석상 여러 가지 해석이 될 수 있는 여지가 있도록 조문을 보면 내용이 기술되어 있다. 이번 금태섭 전 의원 징계와 관련한 국회법 114조의 2, 이 국회법 규정은 여러 해석의 가능성이 없을 정도로 국회법 규정이 명확하다. 정당의 의사에 귀속되지 아니하고 국회의원이 양심에 따라서 투표를 하라고 명확하게 규정돼 있지 않은가? 저번 최고위회의 때는 완곡한 표현으로 헌법의 정신을 실현하는 국회법 규정에 충돌할 여지가 있다는 이런 완곡한 표현을 썼지만, 사실상 내심의 개인적 의사는 헌법과 국회법을 침해할 여지가 크다는 것이 솔직한 개인적 심정이다. 사실 오늘 이 발언을 하는데 굉장히 발언을 하고 싶지 않은 마음도 있고 불편하다. 굳이 이 발언 한 번 더 하는 이유는 21대 국회의 개원을 앞두고 금태섭 전 의원의 징계에 관한 이 건은 금태섭 전 의원 한 개인에 관한 문제가 아니라 우리 헌법상 대단히 중요한 문제이고, 대의제 민주주의 하에서 정당 민주주의로 보충할 수 있는 범위를 어디까지 허용할 것인가라는 국가적으로 매우 중요한 문제라고 생각하고 있기 때문이다. 이 문제가 우리의 대의제 민주주의를 한 단계 더 성숙시키고 정치문화를 혁신해서 대한민국을 더 올바른 방향으로 나아가게 할 수 있는 계기가 되는 사건이라고 생각한다. 다시 한 번 윤리심판원에 요청 드린다. 금태섭 전 의원의 재심청구를 심판하고 결정함에 있어 헌법적 차원의 깊은 숙의를 해 주실 것을 다시 한 번 부탁한다.
2020년 7월 13일 민주당 최고위원회의 생중계: 고 박원순 시장의 죽음에 다시한번 애도를 표합니다. 그가 시민운동가로서 행정가로서 한 헌신한 점은 누구도 부인하기 어려울 것입니다. 한편 피해 호소인에 대한 비난이나 2차 가해가 절대 있어서는 안 될 것입니다. 수도인 서울이 전혀 예상치 못하게 권한 대행 체제로 돌입하게 되었습니다. 당의 일원으로서 서울 시민과 국민 여러분들께 깊은 사과의 말씀을 드립니다. 서울 시정에 차질이 발생하지 않도록 저희 더불어 민주당에서도 모든 노력을 다하겠습니다. 향후 당 소속 고위공직자에게 불미스러운 일이 발생하지 않도록 않도록 당 차원의 깊은 성찰과 대책이 필요할 것입니다. 이상입니다.

## 역대 선거 결과
|  | 51.60% |

|  | 47.74% |

## 소속 정당
| 소속 정당 | 소속 정당      | 소속 기간 | 비고      |
| --------- | -------------- | --------- | --------- |
|           | 민주통합당     | 2012~2013 | 정계 입문 |
|           | 민주당         | 2013~2014 | 당명 변경 |
|           | 새정치민주연합 | 2014~2015 | 합당      |
|           | 더불어민주당   | 2015~현재 | 당명 변경 |

## 같이 보기
- 연제구 (선거구)
- 부산 연제구의 국회의원